# Géza Molnár (Politiker)
Géza Molnár (* 29. Mai 1984 in Wien) ist ein österreichischer Politiker (HAUS, bis März 2021 FPÖ). Von 2006 bis 2012 war er stellvertretender Bundesobmann des Rings Freiheitlicher Jugend (RFJ). Er war von 2015 bis Februar 2025 Abgeordneter zum Burgenländischen Landtag. Er ist Eisenstädter Gemeinderat und war von 2016 bis März 2021 Klubobmann und stellvertretender Landesparteiobmann der FPÖ Burgenland.

## Leben

### Herkunft, Ausbildung und Beruf
Molnár wurde 1984 als Sohn des nachmaligen evangelischen Militärpfarrers Géza Molnár in Wien geboren.
Er wuchs in der Steiermark und – ab dem elften Lebensjahr – im Burgenland auf. Nach der Volksschule besuchte er das BORG Kurzwiese in Eisenstadt, wo er 2002 maturierte. 2002/03 leistete er Präsenzdienst beim österreichischen Bundesheer. Von 2003 bis 2006 studierte er Rechtswissenschaften (Jus) an der Universität Wien (ohne Abschluss). 2009/10 absolvierte er den postgradualen Lehrgang „Akademischer Rechnungshofprüfer“ an der wirtschaftswissenschaftlichen Fachhochschule des BFI Wien.
2013 wurde er Mitarbeiter beziehungsweise Vertragsbediensteter in der Bezirkshauptmannschaft Eisenstadt-Umgebung (Kinder und Jugendhilfe).

### Politik

#### Partei und Jugendverband
Molnár, der ungefähr zehn Jahre in der extrem rechten Vorfeldorganisation der FPÖ Ring Freiheitlicher Jugend (RFJ) aktiv war, übte dort von 2006 bis 2012 unter Johann Gudenus und Dominik Nepp das Amt des stellvertretenden Bundesobmanns aus.
Im Jahre 2001 wurde er Mitglied der Freiheitlichen Partei Österreichs (FPÖ). Über seinen Vater wurde er mit dem Politiker Norbert Hofer bekannt – auch als „Hofer-Protégé“ bezeichnet – und in den 2000er Jahren vom späteren FPÖ-Nationalratsabgeordneten in die burgenländische Kommunal- und Landespolitik geholt. Im Jahre 2005 wurde er zunächst Stadtparteiobmann der FPÖ in Eisenstadt, von 2006 bis 2013 war er zudem Klubdirektor des FPÖ-Landtagsklubs und von 2007 bis 2013 Landesparteisekretär der FPÖ Burgenland. 2016 wurde er mit 76,1 Prozent der Stimmen unter Johann Tschürtz zum stellvertretenden Landesparteiobmann gewählt.
Im Jahr 2015 nahm er, damals designierter Landtagsabgeordneter, an einer Veranstaltung der rechtsextremen Identitären Bewegung Österreich (IBÖ) in Eisenstadt teil.

#### Abgeordneter
Molnár war seit 2007 Mitglied des Gemeinderates von Eisenstadt und Obmann der FPÖ in Stadt und Bezirk Eisenstadt. Dem Gemeinderat von 2022 gehört er nicht an.
Bereits bei der Landtagswahl im Burgenland 2010 kandidierte er auf Listenplatz neun, damals noch erfolglos, für die FPÖ. Bei der Landtagswahl im Burgenland 2015 wurde Molnár, der seit 2014 nun hinter Johann Tschürtz, Ilse Benkö und Gerhard Kovasits auf Platz vier seiner Wahlliste stand, über den Landeswahlkreis in den Burgenländischen Landtag in Eisenstadt gewählt. Er war Spitzenkandidat seiner Partei im Wahlkreis 2 (Freistädte Eisenstadt und Rust sowie politischer Bezirk Eisenstadt-Umgebung), wo seine Partei hinter SPÖ und ÖVP 13,26 Prozent der Stimmen, aber keine Grundmandate erhielt. Landesweit erreichte die Partei sechs Mandate. Nach dem Tod von Kovasits 2016 wurde er Klubobmann der FPÖ Burgenland, zuvor war er 2015/16 stellvertretender Klubobmann.
Im Landtag gehört er seitdem dem Landes-Rechnungshofausschuss (2. Schriftführer), dem Finanz-, Budget- und Haushaltsausschuss, dem Petitionsausschuss (Obmann) und dem Immunitäts- und Unvereinbarkeitsausschuss (1. Schriftführer) an.
Im März 2021 wurde er vom Bundesparteivorstand aus der FPÖ ausgeschlossen. Als Grund wurde „parteischädigendes Verhalten“ genannt, dies bezieht sich darauf, dass er seit einem Jahr keine produktive Mitarbeit mehr gezeigt hat.
Für die Landtagswahl im Burgenland 2025 kündigte er eine Kandidatur mit seiner eigenen Liste Hausverstand an. Bei der Wahl erreichte die von ihm gegründete Liste schließlich 0,83 Prozent, die Vier-Prozent-Hürde wurde klar verfehlt.

### Familie und Privates
Molnár ist verheiratet und Vater von zwei Kindern; seine Frau brachte zwei Kinder in die Ehe.
Während des Studiums wurde er Mitglied der pflichtschlagenden und farbentragenden deutschnationalen Studentenverbindung Akademisches Corps Hansea zu Wien/ehemals WKR und KSCV.
Er ist in seiner Freizeit in der Eisenstädter Schützengesellschaft aktiv und Trompeter bei der Stadt- und Feuerwehrkapelle.